# Новопокровское сельское поселение (Кемеровская область)
Новопокро́вское се́льское поселе́ние — муниципальное образование в Тяжинском районе Кемеровской области. Административный центр — село Новопокровка.

## История
Новопокровское сельское поселение образовано 17 декабря 2004 года в соответствии с Законом Кемеровской области № 104-ОЗ.

## Население
| 2010 | 2011 | 2012 | 2013 | 2014 | 2015 | 2016 |
| ---- | ---- | ---- | ---- | ---- | ---- | ---- |
| 804  | ↘802 | ↘791 | ↘760 | ↘752 | ↘721 | ↘704 |
| 2017 | 2018 | 2019 |      |      |      |      |
| ↘697 | ↘693 | ↗698 |      |      |      |      |

## Состав сельского поселения
| № | Населённый пункт | Тип населённого пункта       | Население |
| - | ---------------- | ---------------------------- | --------- |
| 1 | Алексеевка       | деревня                      | 42        |
| 2 | Большая Покровка | село                         | 54        |
| 3 | Малопичугино     | село                         | 292       |
| 4 | Новопокровка     | село, административный центр | 416       |
| 5 | Сертинка         | деревня                      | →0        |